# Aguacatitla (Yahualica)
Aguacatitla también conocido como Huacatitla o Ahuacatitla, es una localidad de México localizada en el municipio de Yahualica en el estado de Hidalgo.

## Toponimia
Del náhuatl ahuacatl, abreviación de ahuacacuahuitl, árbol del aguacate, y de titlan, entre; y significa: Entre los árboles de aguacate.

## Geografía
Se encuentra en la región geográfica de la Sierra Alta, le corresponden las coordenadas geográficas 20° 51’ 41.469” de latitud norte y 98° 25’ 43.346” de longitud oeste, con una altitud de 806 m s. n. m. En cuanto a fisiografía se encuentra en la provincia de la Sierra Madre Oriental, dentro de la subprovincia del Carso Huasteco; su terreno es de sierra. En lo que respecta a la hidrografía se encuentra posicionado en la región del Pánuco, dentro de la cuenca del río Moctezuma, y dentro de las subcuenca del río Calabozo. Cuenta con un clima semicálido húmedo con lluvias todo el año.

## Demografía
En 2020 registró una población de 520 personas, lo que corresponde al 2.11 % de la población municipal. De los cuales 251 son hombres y 269 son mujeres.
| Gráfica de evolución demográfica de Aguacatitla entre 1900 y 2020                            |
|                                                                                              |
| Población de los censos y conteos del Instituto Nacional de Estadística y Geografía (INEGI). |